# Cryptotis equatoris
Cryptotis equatoris е вид бозайник от семейство Земеровкови (Soricidae).

## Разпространение
Видът е разпространен в Еквадор.